# Långasjö församling
Långasjö församling är en församling i Emmaboda pastorat i Stranda-Möre kontrakt i Växjö stift inom Svenska kyrkan. 

## Administrativ historik
Församlingen har medeltida ursprung.
Församlingen var moderförsamling i pastorat tillsammans med Ljuders församling fram till 30 april 1921, därefter eget pastorat. År 1962 bildade denna församling som annexförsamling pastorat med Älmeboda församling för att från 1979 bilda pastorat med Emmaboda församling.. Från 2010 ingår församlingen i Emmaboda pastorat.

## Kyrkobyggnader
- Långasjö kyrka.